# Mưa băng

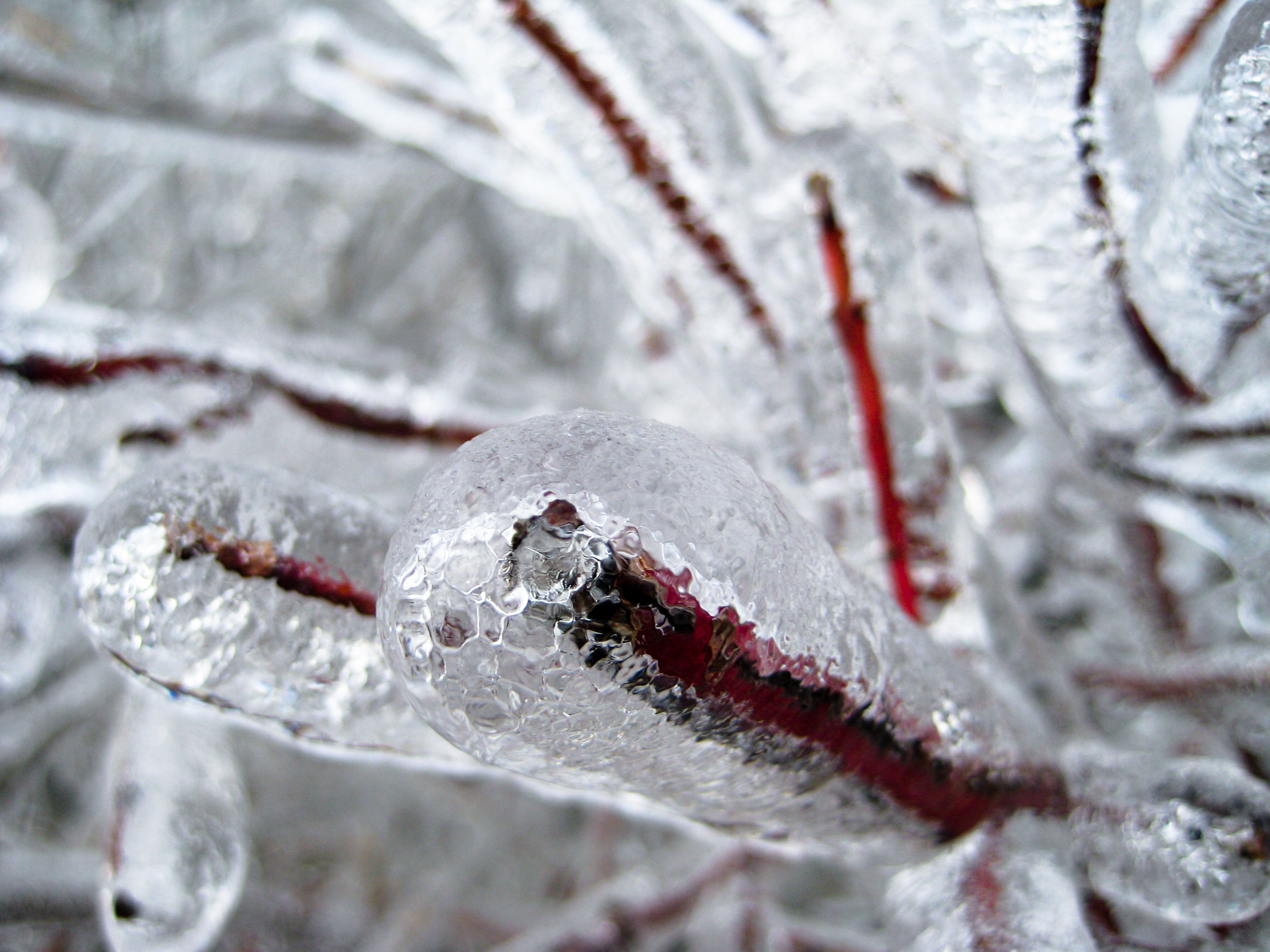
Ảnh phóng to của đầu cành nơi mưa băng giá được hình thành

Băng mưa là một lớp băng cứng và trong suốt được hình thành do mưa siêu lạnh không bị đóng băng ngay cả ở nhiệt độ dưới 0 °C (mưa hình thành băng) rơi xuống, bám vào mặt đất hoặc các vật thể như cây cối và bị đóng băng lại. Nó cũng là một loại hiện tượng nước đóng băng.

## Tổng quan

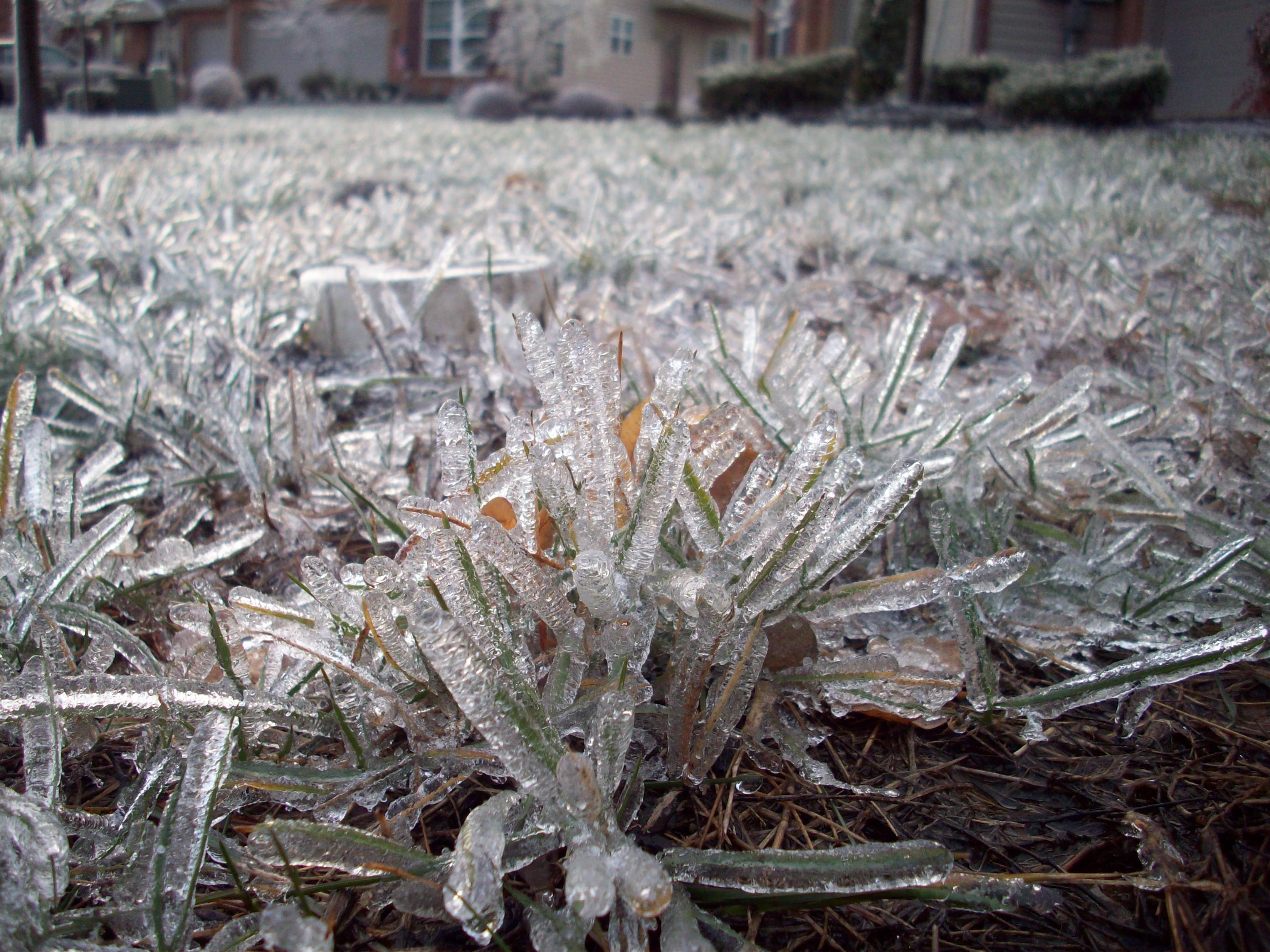
Băng mưa hình thành như gai trên cỏ.

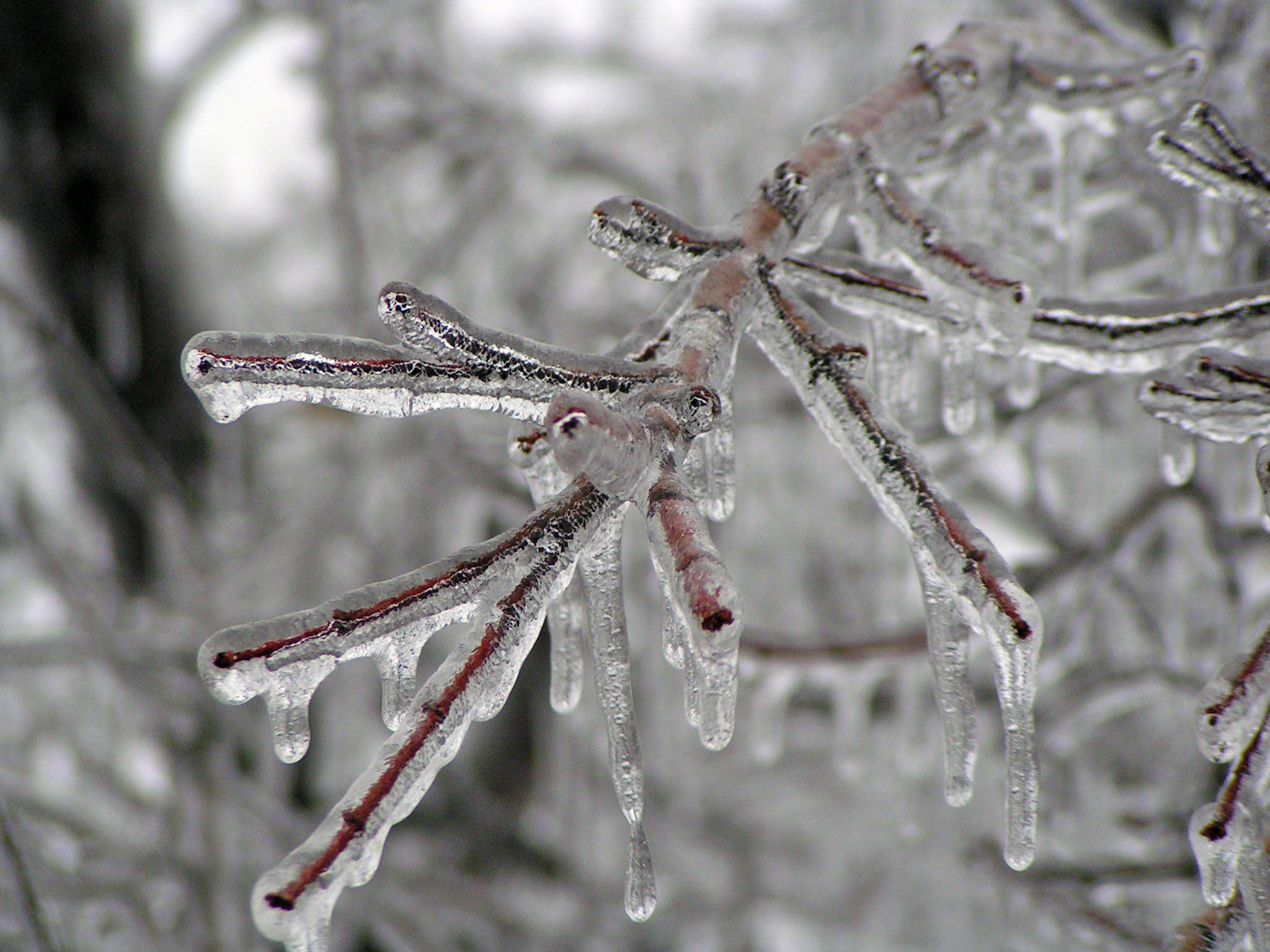
Băng mưa hình thành trên toàn bộ cành cây. Đôi khi nó bị chảy xuống như thế này.

### Siêu lạnh và đóng băng
Nước có điểm đóng băng 0 °C. Khi nó nhỏ hơn 0 °C, nó đông cứng lại (đóng băng) và trở thành băng. Tuy nhiên, trong những điều kiện nhất định, nó không đóng băng ngay cả khi nhiệt độ nhỏ hơn 0 °C, và vẫn giữ ở thể lỏng. Nó xảy ra khi các phân tử nước rất ổn định, được gọi là siêu lạnh. Trong thế giới tự nhiên, những giọt nước tạo thành mây hoặc sương mù có kích thước từ 3 đến vài trămg μ m có thể giữ ở thể lỏng khi đến -20 °C, những hạt mưa kích thước từ vài trăm μm đến vài mm có thể giữ ở thể lỏng cho đến -4 .
Những cơn mưa có những hạt mưa ở trạng thái siêu lạnh như vậy được gọi là mưa đóng băng. Các hạt mưa ở trạng thái siêu lạnh sẽ đóng băng nhanh chóng ngay khi nó bị tiếp xúc, khi hạt mưa chạm vào các vật như cây cối, mặt đất, dây điện, v.v. (đang lạnh ở nhiệt độ dưới 0℃) và bị đóng băng theo hình thù của vật. Ngoài ra, nó có thể xảy ra trong trường hợp sương mù với những giọt nước nhỏ hơn hạt mưa. Một màn sương siêu lạnh được gọi là sương mù đóng băng . Đóng băng trong khí quyển được mô tả dưới đây cho tình trạng bám dính khác nhau tùy thuộc các điều kiện như tốc độ gió và nhiệt độ.

### Tính chất của băng mưa
Băng mưa tạo ra một lớp băng cứng, mịn và trong suốt trên bề mặt vật thể. Nó được phân biệt với băng tuyết và băng sương bởi màu sắc và bản chất của nó. Băng tuyết có màu trắng đục không trong suốt, băng sương bán trong suốt trong khi băng mưa trong suốt. Mặc dù băng sương cứng hơn băng tuyết, nhưng cả hai đều dễ vỡ khi chạm vào, còn băng mưa khá cứng, vẫn giữ được hình dạng khi chạm vào. Sự khác biệt về màu sắc và độ giòn là do các bọt khí chứa bên trong. Băng tuyết có màu trắng và giòn vì nó chứa nhiều bong bóng nhỏ, và băng sương cứng hơn băng tuyết nhưng vẫn mờ đục vì chứa nhiều bong bóng. Trong khi băng mưa trong suốt là do hàm lượng bong bóng thấp và khi băng được hình thành, các giọt nước hợp nhất với nhau để làm cho bề mặt mịn . Mật độ của băng mưa là khoảng 0,9, tương đương với băng nguyên chất.
Ngoài ra, những hạt mưa trên 0 °C một chút, khi chạm vào những vật lạnh dưới 0 °C cũng có thể tạo ra lớp băng trong suốt, có thể gây nhầm lẫn với băng mưa. Cũng có trường hợp, băng tuyết tan ra và đông lại một lần nữa, cũng tạo ra lớp băng trong suốt. Đây không phải là băng mưa .

#### Tương tự như băng mưa nhưng là các hiện tượng khác nhau

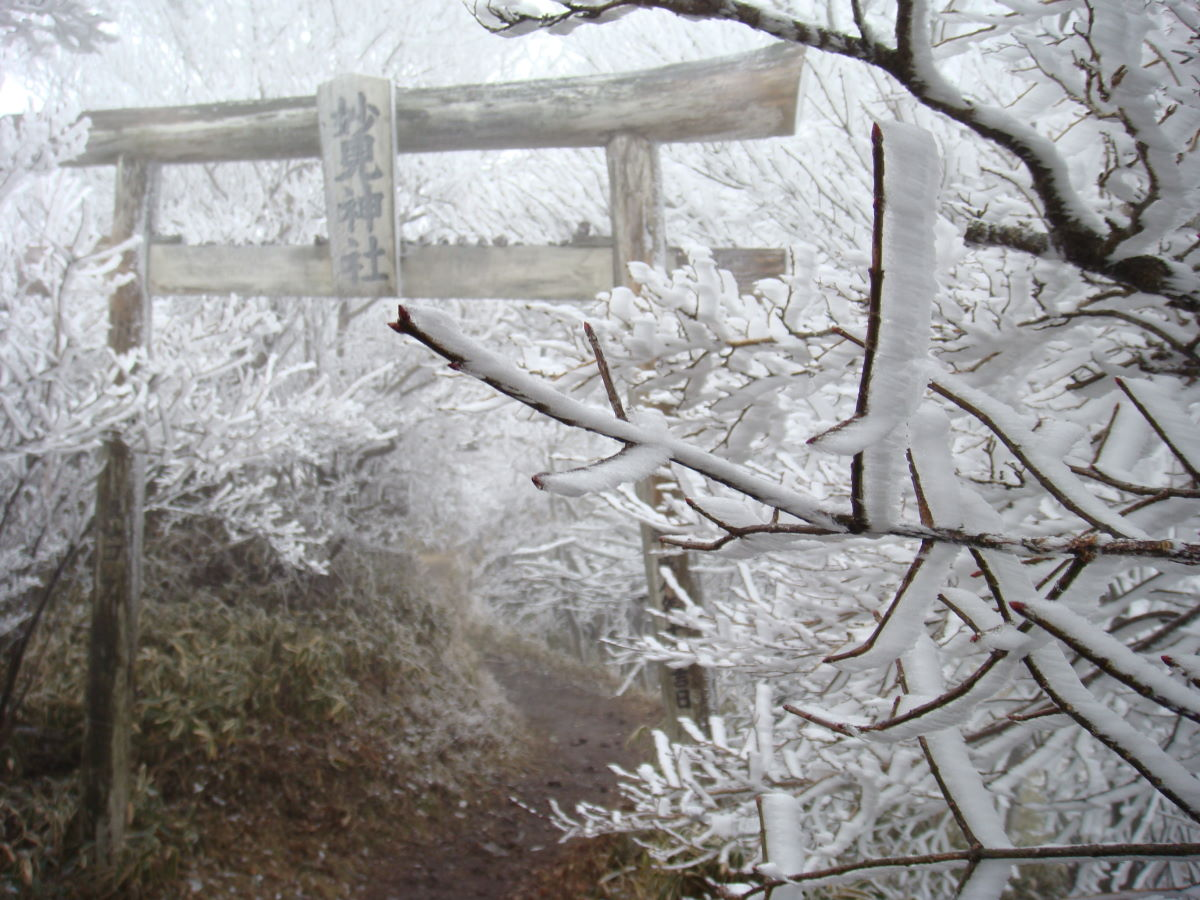
"Băng sương" bán trong suốt
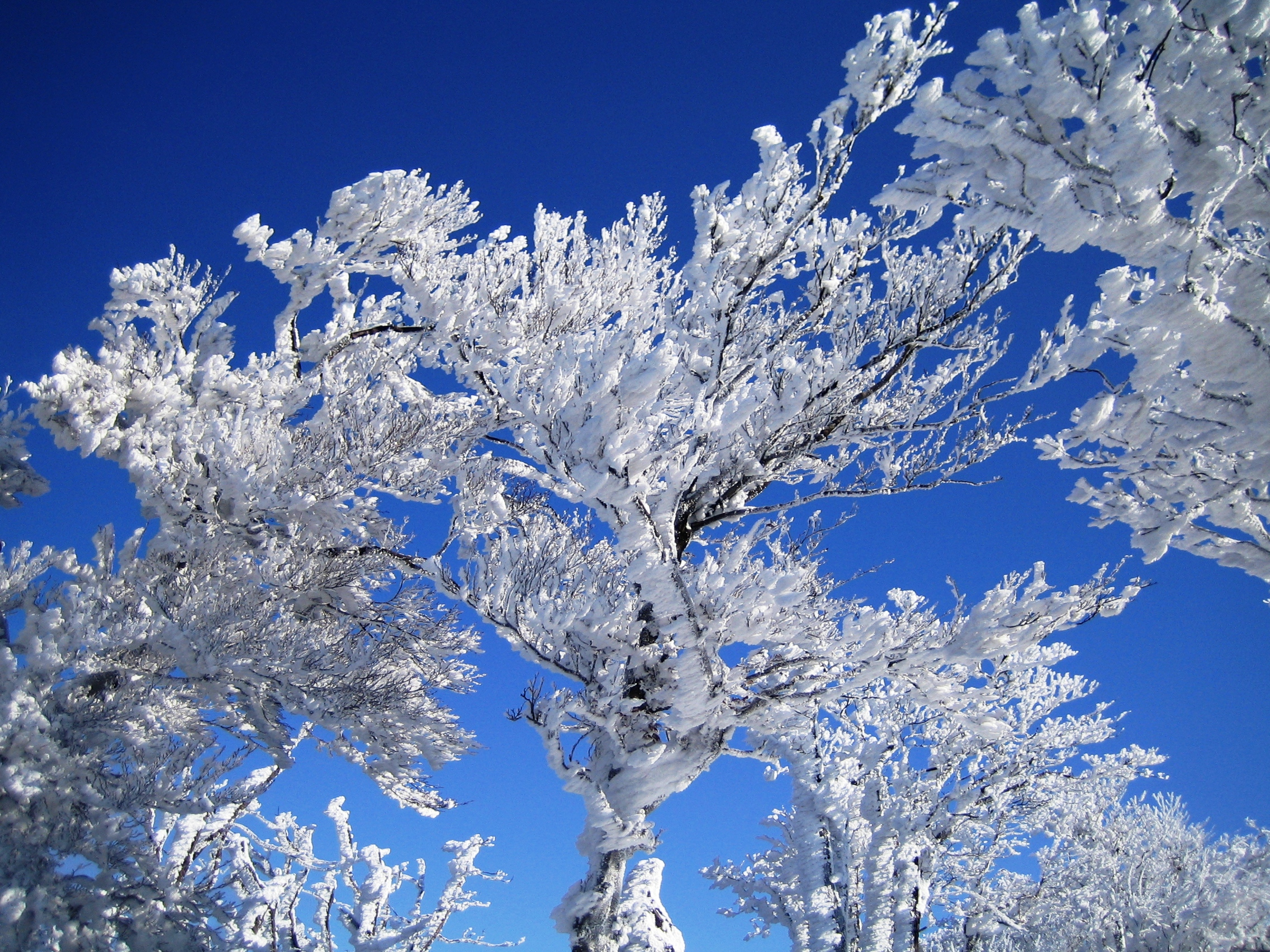
Băng tuyết trắng đục
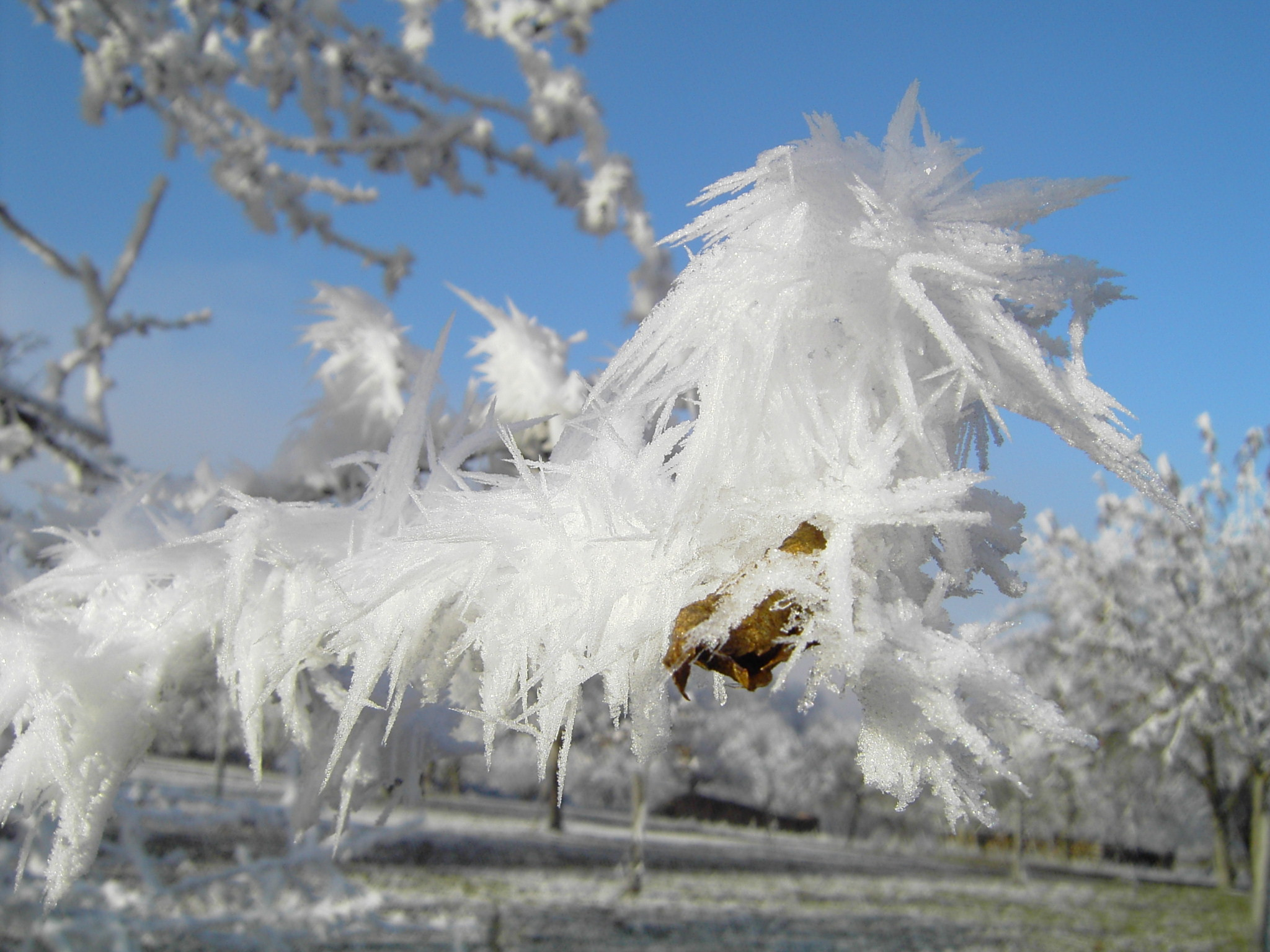
Băng tinh thể với cấu trúc tinh thể đáng chú ý [注 1]

### Đặc điểm
Điều kiện để tạo ra mưa băng là nhiệt động không khí phía trên mặt đất ở trong khoảng hẹp từ 0 đến âm vài độ, cộng với tồn tại lớp không khí dày nghịch nhiệt ở trên cao. So với những hiện tượng mưa và tuyết rất phổ biến, băng mưa ít thấy hơn, và được coi là hiện tượng thời tiết hiếm gặp .
Nó dễ hình thành ở vùng địa hình đồi núi gồ ghề hơn đồng bằng ở vùng thấp. Điều này do thực tế là lớp nghịch nhiệt dễ dàng hình thành do sự không đồng đều của địa hình.
Khi một lượng lớn băng mưa dính vào các vật thể, các nhánh cây có thể trở nên nặng hơn và bị uốn cong, hoặc có thể tạo thành một lớp băng trên mặt đất, khiến con người dễ ngã hoặc trượt, v.v. Mặt khác, băng mưa dính trên cây v.v... tạo nên cảnh đẹp. Băng mưa dính vào cánh của máy bay và có thể gây ra vấn đề nghiêm trọng trong hoạt động .

## Quá trình hình thành

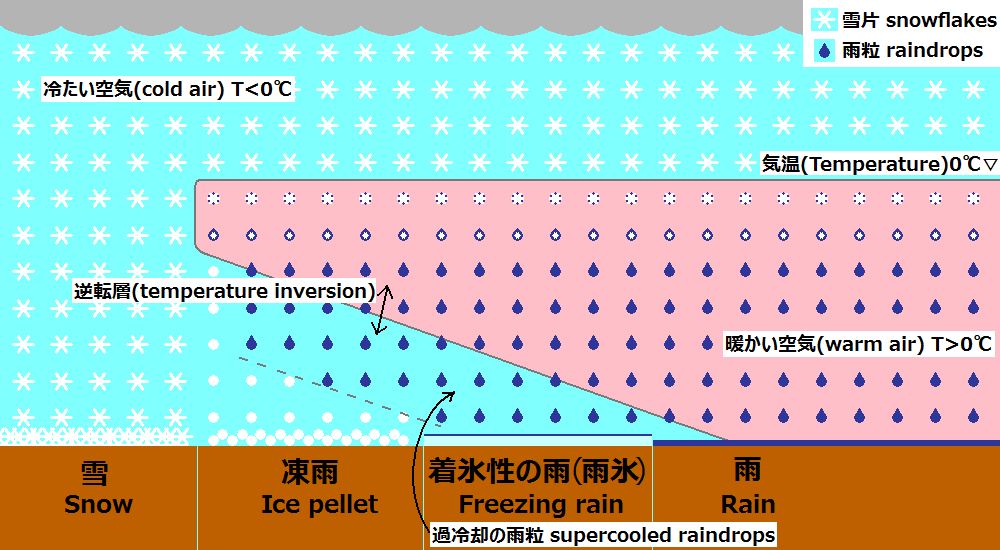
Thay đổi trong lớp đảo ngược và hình dạng của lượng mưa.

Mặt cắt nhiệt độ theo độ cao và nhiệt độ điểm sương (Cơ quan khí tượng) của quận Tateno, Tsukuba, Ibaraki lúc 21:00 (JST) vào ngày 3 tháng 1 năm 2003, khi mưa băng và mưa đóng băng được quan sát thấy ở vùng Kanto. Có một lớp đảo ngược.

Có hai cách để hình thành mưa băng. Một là tuyết rơi xuống bị tan chảy trong lớp không khí ấm trên cao rồi vào trạng thái siêu lạnh ở lớp không khí lạnh gần mặt đất. Quá trình tan chảy này đòi hỏi sự hình thành của một lớp nghịch nhiệt trên bầu trời. Hai là trạng thái siêu lạnh ngay từ đầu, từ đầu những giọt nước trong các đám mây phát triển thành những giọt siêu lạnh và chạm tới mặt đất. Quá trình này là " mưa ấm siêu lạnh (supercooled warm rain process, SWRP)".

### Mưa băng xảy ra khi tuyết tan trong khi rơi
Thông thường, khi không khí bay lên, nhiệt độ không khí giảm, nhưng ví dụ, hướng gió khác nhau ở các độ cao khác nhau của bầu trời và khi lớp không khí ấm ở giữa lớp khí lạnh trên và dưới, nghịch nhiệt xảy ra. Một nguyên nhân khác của việc tạo lớp nghịch nhiệt là không khí lạnh bji chặn lại do địa hình.
Nhiệt độ không khí lạnh trên và dưới là dưới 0 °C, nhiệt độ không khí ấm ở giữa là trên 0 °C. Khi tuyết rơi từ đám mây của lớp khí lạnh phía trên, nó tan chảy trong lớp khí ấm và thành mưa, và nó trở về trạng thái siêu lạnh trong lớp khí lạnh phía dưới và trở thành mưa băng.
Tuyết (rắn) → Tan chảy khi bị làm nóng → Mưa (lỏng) → Làm lạnh→ Mưa đóng băng (chất lỏng siêu lạnh)
Tuy nhiên, ngay cả khi có một lớp nghịch nhiệt như mô tả ở trên, nó không nhất thiết gây ra mưa băng. Có những trường hợp tuyết không tan hoàn toàn trong lớp không khí ấm áp và khi vào lớp không khí lạnh, nó đông lại thành hạt, tạo nên mưa đá. Trên thực tế, mưa đá thường xảy ra hơn nhiều so với mưa băng .
Cụ thể, một số dữ liệu về độ dày của lớp không khí ấm là vài trăm mét và nhiệt độ là vài độ C được báo cáo, nhưng không giúp dữ đoán trong thực tế.
- Ngày 19-20 tháng 3 năm 1956, có mưa băng ở độ cao từ 700 m bao gồm cả đỉnh núi Tsukuba.  Các tinh thể tuyết bắt đầu được kết tinh từ đỉnh của đám mây, đỉnh của đám mây (đỉnh của đám mây) độ cao nơi các tinh thể tuyết được tạo ra đầu tiên ở độ cao 6.000m, lớp không khí ấm trên 0 °C ở độ cao 3.000-1.400m,lớp không khí lạnh dưới 0 °C thứ 2 ở độ cao 1400-800m. Giả sử đường kính của hạt mưa là 1 mm, tốc độ rơi 6 m/s, những hạt mưa đã tan chảy trong lớp không khí ấm sẽ được siêu lạnh trong khoảng 100 giây và đến độ cao 700-800m gây mưa băng [13].
- Một cuộc khảo sát về cấu trúc khí quyển trong những cơn mưa băng ở một số thành phố ở Hoa Kỳ cho thấy các lớp ấm có độ dày trung bình là 1.300   m, giá trị tối đa của nhiệt độ không khí ấm (từ bề mặt) độ cao trung bình 1.100m   khoảng 3,2 °C, độ dày lớp không khí lạnh trung bình 600m, nhiệt độ thấp nhất là -2,9 °C ở độ cao trung bình 200m, có nơi, nhiệt độ bề mặt trung bình là -1 °C. Nó đã chỉ ra rằng sự khác biệt lớn giữa các địa điểm [14].
- Các nghiên cứu về nhiệt độ không khí trên mặt đất khi có mưa băng ở Hoa Kỳ và Canada cho thấy 80% trong khoảng từ -5 đến 1 °C. Khoảng 20% là dưới 5 °C và một lượng nhỏ trên 1 °C[15].

### "Mưa ấm siêu lạnh"
Người ta đã đề cập rằng các giọt nước siêu lạnh không phải là hiếm trong môi trường mây và mưa. Ví dụ: trong đám mây thông thường có nhiệt độ khoảng 0 đến -4 °C, hầu hết các giọt nước ở trạng thái siêu lạnh, nhiệt độ càng thấp thì số lượng giọt siêu lạnh càng ít, nhưng các giọt nước siêu lạnh vẫn tồn tại đến khoảng -20 °C. Hơn nữa, trên thực tế, phần lớn loại đám mây này thường có nhiệt độ cao hơn -10 °C ở đỉnh của đám mây.. Nếu các hạt này phát triển và rơi xuống vẫn duy trì trạng thái siêu lạnh khi chạm đất, hoặc tạo một lớp băng trên một chiếc máy bay ở trên không, thì đó sẽ là một cơn mưa băng . Loại mưa đóng băng này có đường kính giọt nhỏ, và hầu hết được phân loại vào mưa phùn thay vì mưa .
Những đám mây chứa những giọt nước siêu lạnh được quan sát thấy cũng là sương mù băng giá khi chúng xuất hiện trên các vùng núi.

### Sương mù đóng băng

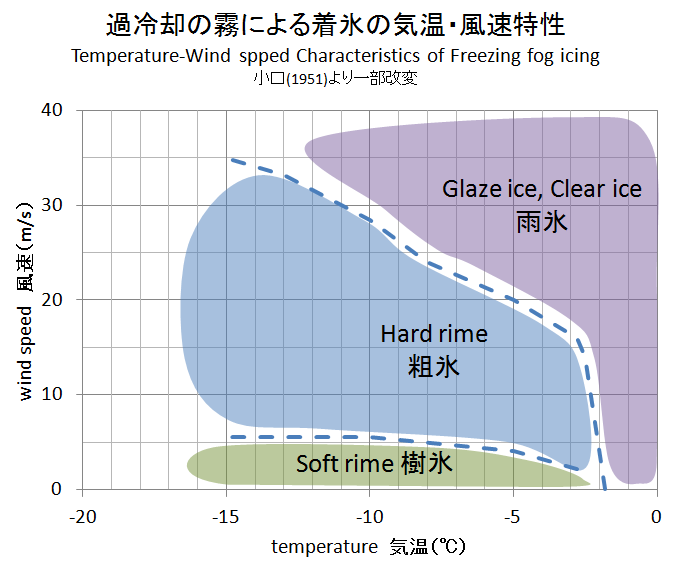
Biểu đồ biểu thị mối quan hệ giữa sương mù đóng băng với nhiệt độ và tốc độ gió (Một số thay đổi nhỏ vào năm 1951)

Tùy thuộc vào điều kiện, sương mù sẽ thành mưa băng, sương muối cứng, sương muối mềm. Nó đã được đề cập trong phần tóm tắt rằng sự khác biệt giữa ba là ở lượng bong bóng khí, nhưng điều tương quan cao với điều này là nhiệt độ không khí và tốc độ gió khi hình thành. Nhiệt độ càng cao và tốc độ gió càng nhanh, bọt khí càng ít. Theo một nghiên cứu, nhiệt độ trên -2 °C, hầu hết trở thành mưa băng bất kể tốc độ gió, nhiệt độ -2 đến -4 °C sự hình thành mưa băng tùy thuộc vào tốc độ gió.   Dưới -4 °C, hầu như không có mưa băng xảy ra .

### Hình thành băng

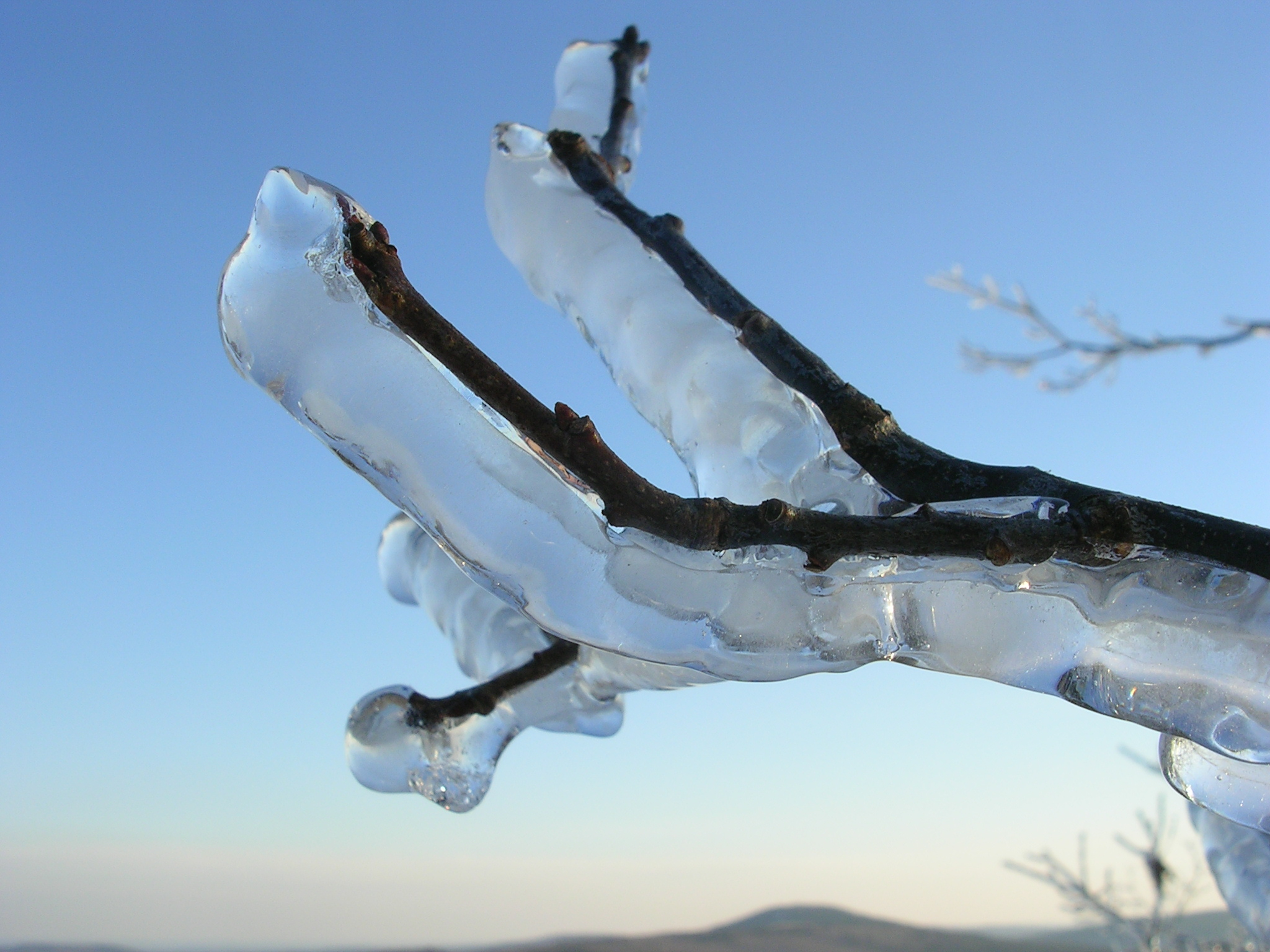
Lượng mưa lớn ở phía bên trái của nhánh cây cho thấy nó được gắn với gió từ bên trái.

Phải mất một thời gian để mưa băng hoặc sương mù bám vào một vật có thể đóng băng hoàn toàn. Thời gian này phụ thuộc vào sự cân bằng nhiệt do tảo nhiệt khi giải phóng nhiệt trong quá trình đóng băng và sự mất nhiệt do bị hấp thụ hoặc do sự bay hơi và có mối tương quan với độ ẩm, nhiệt độ, tốc độ gió và những thứ tương tự. Khi tốc độ đóng băng chậm, nước chảy theo trọng lực trên bề mặt cành cây, v.v. và bề mặt băng bị ướt .
Mưa đóng băng (chất lỏng siêu lạnh) → Gắn vào bề mặt vật thể → Đóng băng trong quá trinhd đông đặc → Băng mưa (rắn)
Cân bằng nhiệt để xác định sự đóng băng của băng mưa được biểu thị bằng tổng của thông lượng nhiệt chuyển pha Q s, thông lượng nhiệt dung Q 1 và lượng nhiệt Q f cần thiết cho băng mưa . Giá trị này càng âm, thì việc đóng băng càng nhanh .
Q s = −πh a T (W / m 2) (H a là hệ số trao đổi nhiệt của khí quyển (W / (m 2 · ° C.)), ΔT là chênh lệch nhiệt độ giữa không khí và bề mặt băng mưa (° C.)
Q l = −π L e h v Δρ v (W / m 2) (L e là nhiệt dung của hơi nước (J / kg), h v là hệ số trao đổi của hơi nước (m / s), Δρ v là Chênh lệch mật độ hơi nước (kg / m 3))
Q f = L f w... (L f là nhiệt dung đóng băng của nước (J / kg), w là thông lượng mưa (kg / (m 2 · s))
Khi các điều kiện như nhiệt độ của không khí và nhiệt độ bề mặt của vật thể thấp, mưa băng sẽ bám vào vật thể và đóng băng ngay lập tức, và tích tụ lần lượt để phát triển thành băng dày. Trong một vật thể phẳng như mái nhà hoặc tường, nó đóng băng trong khi lan xuống phía dưới. Một vật thể kéo dài như dây hoặc nhánh cây đóng băng xung quanh nó. Đôi khi nó phát triển với sự nhỏ giọt như những cột băng, và khi trời có gió, nó phát triển theo chiều gió hoặc hướng gió . Băng mưa có thể tích dày vài cm trong các cơn băng mưa cực lớn.  Kỉ lục là băng mưa dày từ 4 đến 6 inch (10 đến 15 cm) .

## Thời tiết mang theo băng mưa
Các đặc điểm của mưa băng bao gồm các điều kiện thời tiết ở quy mô rộng như áp suất thấp và vượt qua ranh giới 2 khối khí nóng lạnh và ảnh hưởng của địa hình.

### Quy mô thời tiết
Không có thiệt hại lớn nếu băng tan khi nhiệt độ tăng sau khi hình thành băng. Tuy nhiên, ví dụ, ở Canada và Mỹ, khoảng 45% cơn mưa băng kéo dài dưới một giờ, một nghiên cứu cho thấy khoảng 90% kết thúc sau chưa đầy 5 giờ , thiệt hại sẽ tăng lên nếu mưa băng tiếp tục trong một thời gian dài.
Băng mưa dày đặc và cứng hơn tuyết hoặc sương muối . Thiệt hại chính do mưa và băng là thiệt hại cây cối, thiệt hại cho lưới điện, các vấn đề giao thông và thiệt hại cá nhân.

### Thiệt hại tại nơi cư trú

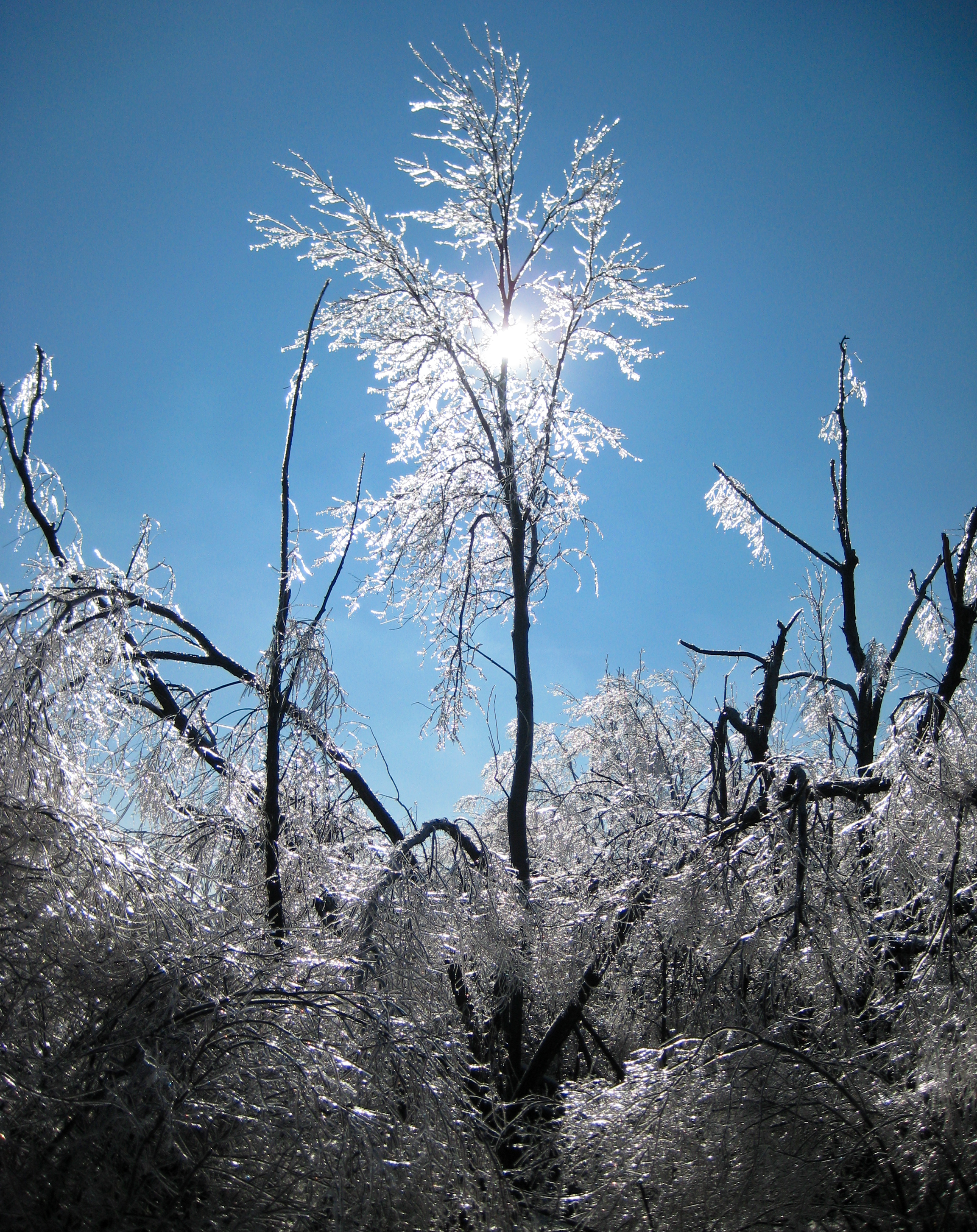
Cành cây gục xuống dưới sức nặng của băng mưa

## Tác hại của băng mưa

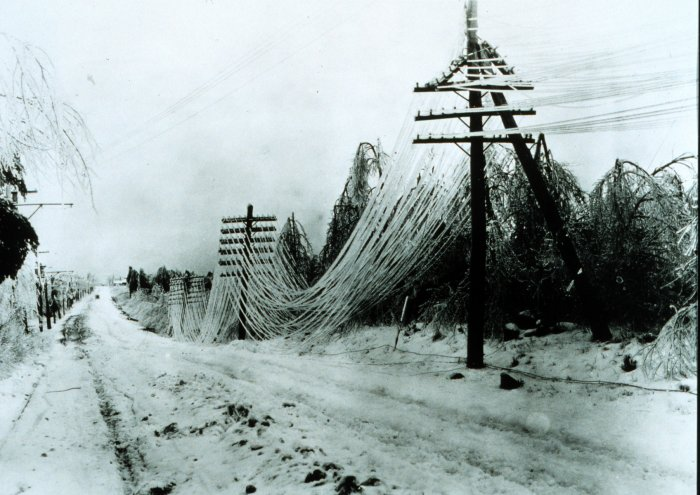
Một sợi dây võng xuống gần mặt đất do trọng lượng của băng

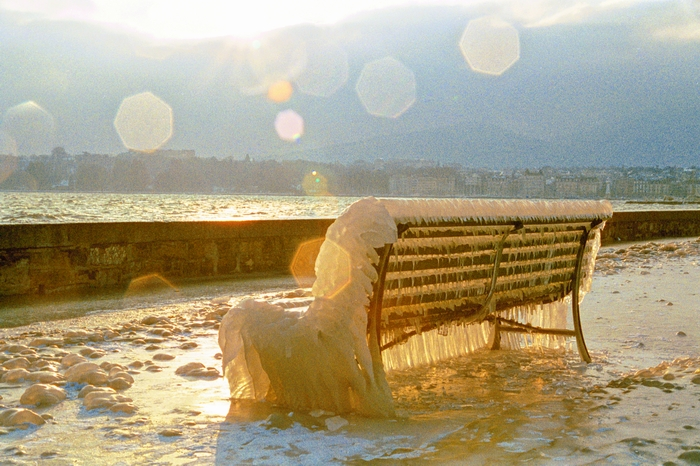
Băng ghế bị băng bao phủ, Hồ Geneva

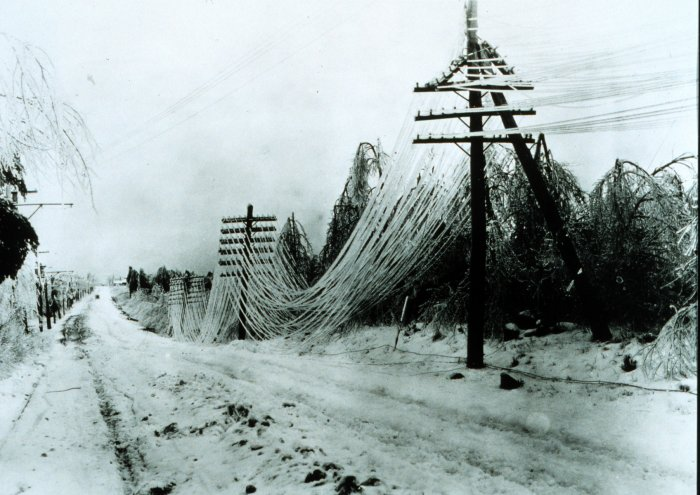
Một sợi dây treo xuống gần mặt đất bằng trọng lượng của grommet

- Bề mặt hoa và lá bị bao phủ bởi băng mưa
- Loại táo nhỏ（crab apple）được bọc trong băng mưa
- Băng mưa trên cành cây
- Đóng băng sau mưa ở công viên

## Ví dụ về mưa và băng đã xảy ra trong quá khứ

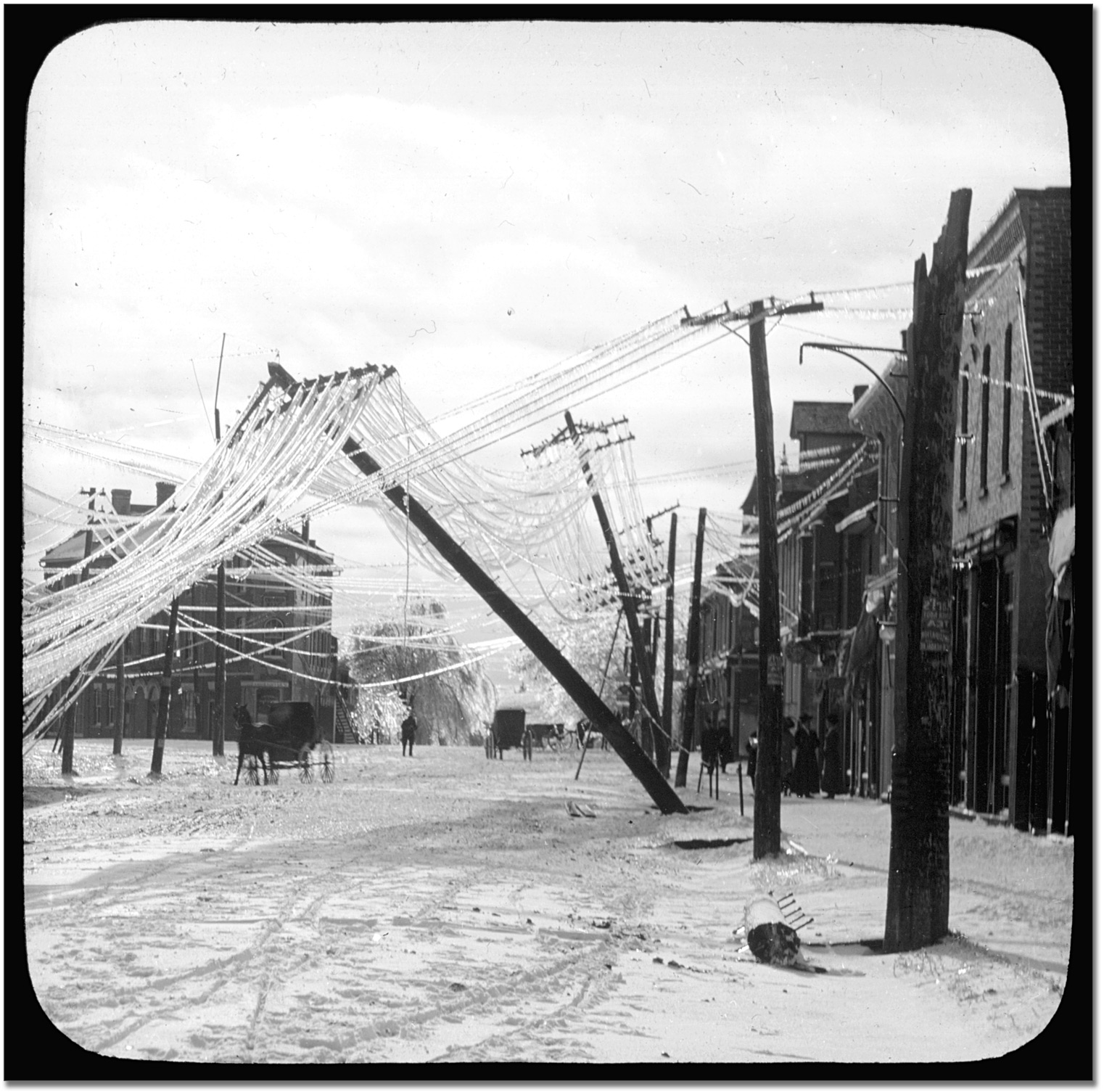
Cột điện thoại nghiêng bởi sức nặng của sông băng, vào đầu thế kỷ 20 Ontario, Canada

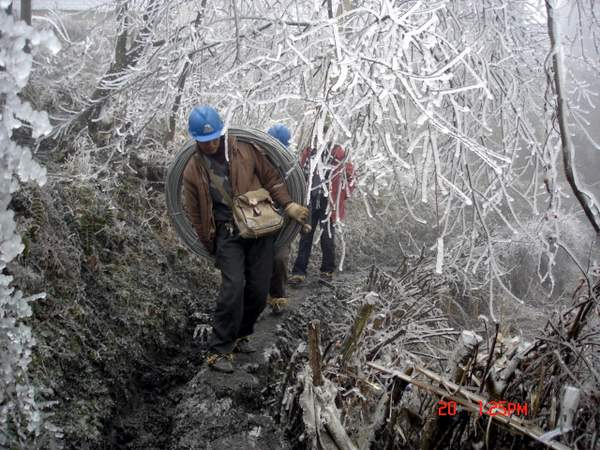
Mưa và băng xảy ra trong mùa đông lạnh lẽo năm 2008, tại một khu rừng ở khu vực Qingxia, tỉnh Quý Châu